# P/2014 MG4 (Spacewatch-PANSTARRS)
P/2014 MG4 (Spacewatch-PANSTARRS) — одна з короткоперіодичних комет сім'ї Юпітера. Ця комета була відкрита 20 червня і 25 липня року.